# Dorsum Azara

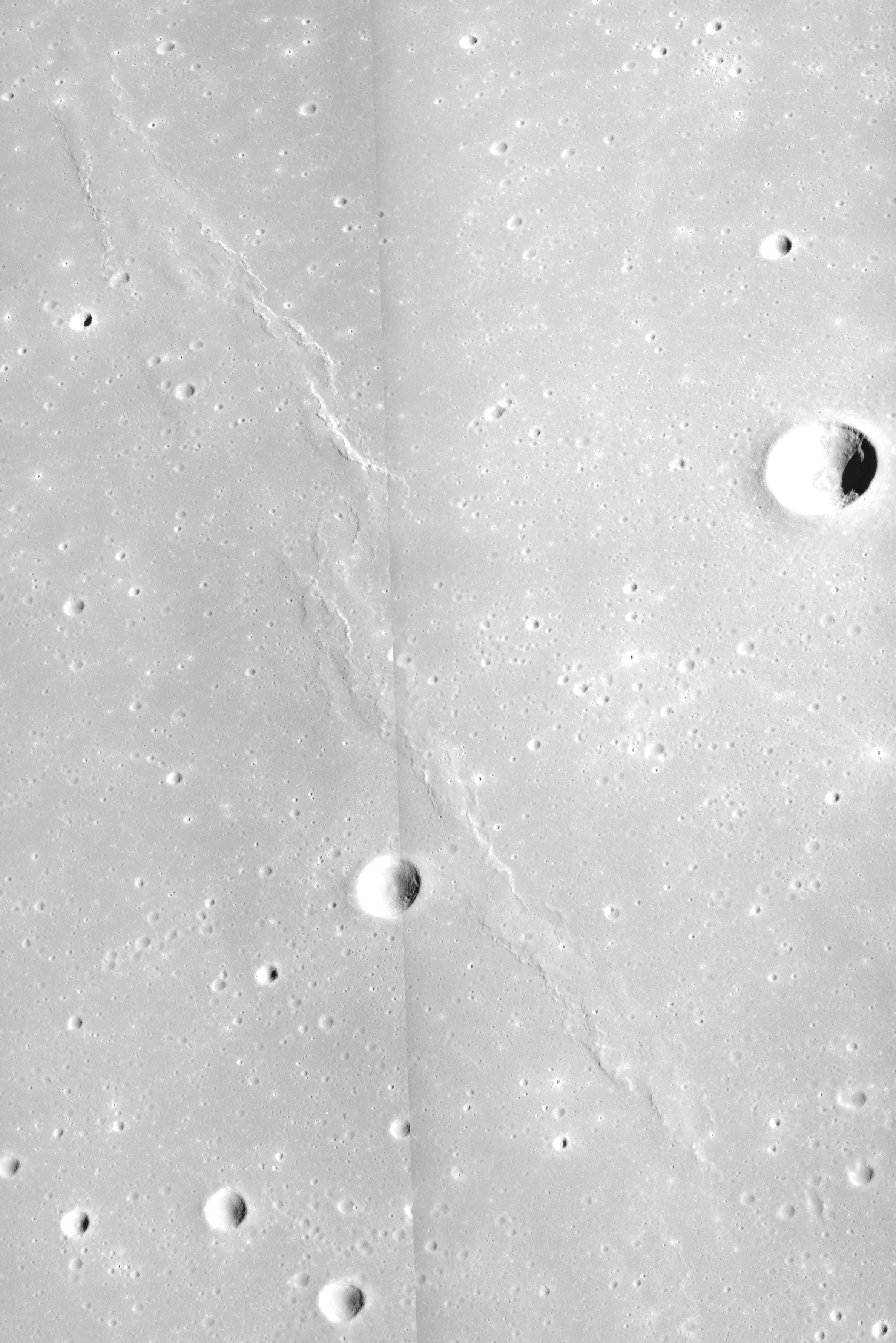
Mozaika dwóch panoramicznych klatek kamery Apollo 15 pokazująca Dorsum Azara, Mare Serenitatis, na księżycu. Widok ukośny skierowany na północ. Duży krater na prawej krawędzi to Bessel D.

Dorsum Azara – grzbiet na powierzchni Księżyca  o długości około 105 km. Znajduje się na współrzędnych selenograficznych ☾ 26,7°N 19,2°W/26,700000 -19,200000. Dorsum Azara znajduje się w centrum Mare Serenitatis.
Nazwa grzbietu została nadana w 1976 roku przez Międzynarodową Unię Astronomiczną i pochodzi od Félixa de Azary (1746-1811), hiszpańskiego przyrodnika.